# Dreams Come True
Dreams Come True je poslední epizodou šesté série a zároveň poslední epizodou seriálu Glee. V celkovém pořadí se jedná o stou dvacátou první epizodu tohoto seriálu, scénář k ní napsali Ryan Murphy, Brad Falchuk a Ian Brennan a režíroval ji Bradley Buecker. Poprvé se vysílala ve Spojených státech dne 20. března 2015 na televizní stanici Fox společně s předcházející epizodou, s názvem 2009, jako speciální dvouhodinové finále seriálu.
Epizoda zachycuje vítězství New Directions na národním kole soutěže sborů a změny, které postihnou nejen samotnou školu, ale i Willa Schuestera. Druhá polovina se odehrává v roce 2020, kde je vylíčen osud některých postav. Mezi speciální hosty epizody patří Jonathan Groff jako Jesse St. James a Geraldo Rivera s Andrewem Rannellsem, kteří ztvárnili sami sebe.

## Obsah epizody
Po chvíli, kdy přemýšlí o své vlastní minulosti ve sboru, se Will Schuester (Matthew Morrison) přidá na jevišti ke členům New Directions a jsou vyhlášeni jako vítězi národního kola soutěže sborů. Následně inspektor Bob Harris (Christopher Cousins) sdělí Willovi, že McKinleyova střední bude přeměněna na uměleckou školu a Will se stane jejím ředitelem. O tři měsíce později je Will nervózní ze svého prvního dne, ale jeho žena Emma Pillsbury (Jayma Mays) ho uklidňuje. Will přivítá bývalé i současné členy New Directions, kteří se ve škole sešli a oznamuje, že New Directions již nebudou jediným sborem na škole, obnovuje TroubleTones a vytváří novou pouze chlapeckou skupinu a juniorský sbor, ale nebude vedoucím ani jednoho z těchto sborů. Poté se s nimi rozloučí písní.
Blaine Anderson (Darren Criss) se setkává se Samem Evansem (Chord Overstreet) a požádá ho, aby se k nim přestěhoval do New Yorku, ale Sam mu tvrdí, že je šťastný tam, kde je a má také jiné plány pro svou budoucnost. Will poté Sama představí jako nového vedoucího pro New Directions. Mercedes Jones (Amber Riley) pozve několik přátel do školní haly a s radostí jim oznámí, že byla vybrána jako předskokanka pro Beyoncé, takže se s nimi delší dobu neuvidí a s písní na rtech opouští budovu.
Blaine a Kurt Hummel (Chris Colfer) se setkají se Sue Sylvester (Jane Lynch) ve Willově nové ředitelně a děkují Sue za to, že je dala opět dohromady. Sue vysvětlí, že zjištění o Kurtovi a jeho problémech pro ni otevřelo nové světy a děkuje jim. Sue se poté setká s Becky Jackson (Lauren Potter), která se omlouvá Sue za to, že ji vystavila v celostátním vysílání a obě se usmiřují. Nakonec se Sue setkává s Willem ve školním sále a pomocí písně se s ním loučí. V flashforwardu do roku 2020 Geraldo Rivera gratuluje Sue k znovuzískání titulu viceprezidentky Spojených států a Sue oznámí záměr kandidovat v roce 2024 na prezidentku .
V roce 2020 jdou Blaine a Kurt na základní školu Harveyho Milka, aby povzbudili děti k následování svých snů. Mezitím, též v roce 2020, se Rachel Berry (Lea Michele) znovu setkává s Mercedes, Blainem, Kurtem a Artiem Abramsem (Kevin McHale) s Tinou Cohen-Chang (Jenna Ushkowitz), kteří spolu chodí. Rachel je také vdaná za Jesseho St. Jamese (Jonathan Groff) a je náhradní matkou pro dítě Kurta a Blaina. Později v ten den Rachel získá Cenu Tony pro nejlepší herečku v muzikálu a děkuje všem svým přátelům, ale zvláště Willovi Schuesterovi za jeho vedení. Na podzim roku 2020 viceprezidentka Sue Sylvester přejmenuje školní sál McKinleyovy střední školy jménem Finna Hudsona a omluví se za své předchozí špatné vnímání sboru. McKinleyova střední škola se stala vzorem dokonalosti a ostatní školy kopírují její formát. Bývalí i současní členové New Directions se scházejí pro poslední velkolepé vystoupení. Poslední záběr celého seriálu je na plaketu v sále pro bývalou vedoucí sboru Lillian Adler a Finna Hudsona.

## Seznam písní
- „Teach Your Children“
- „Someday We'll Be Together“
- „The Winner Takes It All“
- „Daydream Believer“
- „This Time“
- „I Lived“

## Hrají
| Chris Colfer     | Kurt Hummel           |
| Darren Criss     | Blaine Anderson       |
| Dot Jones        | trenér Sheldon Beiste |
| Jane Lynch       | Sue Sylvester         |
| Kevin McHale     | Artie Abrams          |
| Lea Michele      | Rachel Berry          |
| Matthew Morrison | William Schuester     |
| Amber Riley      | Mercedes Jones        |
| Chord Overstreet | Sam Evans             |

## Natáčení
Mnoho bývalých herců se do této epizody vrátilo, protože se jednalo o poslední epizodu celého seriálu. Mezi hostující hvězdy patří Jonathan Groff jako Jesse St. James a Geraldo Rivera a Andrew Rannells ztvárnili sami sebe. Mezi další vedlejší postavy tohoto dílu patřili
Dianna Agron jako Quinn Fabray, Jacob Artist jako Jake Puckerman, Jessalyn Gilsig jako Terri Schuester, Blake Jenner jako Ryder Lynn, Jayma Mays jako Emma Pillsbury, Heather Morris jako Brittany Pierce, Alex Newell jako Wade „Unique“ Adams, Mike O'Malley jako Burt Hummel, Naya Rivera jako Santana Lopez, Mark Salling jako Noah „Puck“ Puckerman, Harry Shum mladší jako Mike Chang, Becca Tobin jako Kitty Wilde, Jenna Ushkowitz jako Tina Cohen-Chang, Max Adler jako Dave Karofsky, Christopher Cousins jako Bob Harris, Laura Dreyfuss jako Madison McCarthy, Ashley Fink jako Lauren Zizes, Noah Guthrie jako Roderick, Samuel Larsen jako Joe Hart, Vanessa Lengies jako Sugar Motta, Billy Lewis Jr. jako Mason McCarthy, Finneas O'Connell jako Alistair, Lauren Potter jako Becky Jackson, Romy Rosemont jako Carole Hudson-Hummel, Dijon Talton jako Matt Rutherford, Iqbal Theba jako Principal Figgins, J. J. Totah jako Myron Muskovitz, Samantha Marie Ware jako Jane Hayward a Marshall Williams jako Spencer Porter. Tim Bagley byl představen jako učitel na základní škole Harveyho Milka.
Epizoda obsahuje pět hudebních cover verzí a jednu původní píseň. Původní píseň je „This Time“, jež složil Darren Criss a v seriálu interpretovala Lea Michele. Přezpívané písně jsou „Teach Your Children“ od Crosby, Stills, Nash and Young v podání Matthewa Morrisona; „Someday We'll Be Together“ od Diany Ross & The Supremes v podání Amber Riley; „The Winner Takes It All“ od ABBY v podání Jane Lynch a Matthewa Morrisona; „Daydream Believer“ od The Monkees v podání Chrise Colfera a Darrena Crisse a „I Lived“ od OneRepublic v podání všech herců. K této epizodě bylo vydáno extended play s názvem Glee: The Music, Dreams Come True. Extended play se umístilo na 63. místě v hitparádě Billboard 200 a za první týden se prodalo přes osm tisíc kopií.
Jedna z hlavních hereček seriálu, Jenna Ushkowitz, prozradila, že úplně poslední natočenou scénou seriálu byla ta, kde se všichni shromáždí v místnosti a Will Schuester zpívá „Teach Your Children“ pěti původním členům New Directions z první epizody.
Magazín The Hollywood Reporter oznámil, že po ukončení natáčení seriálu si několik herců vzalo rekvizity domů jako suvenýr. Lea Michele ukázala na svém Twitteru fotku sebe, když si domů bere zarámovaný fotbalový dres Finna Hudsona, což je postava, kterou ztvárnil Cory Monteith. Jane Lynch si vzala některé ze svých teplákových souprav, Darren Criss si odnesl trofeje, některé zvukové izolace z místnosti sboru, pohovku z Figginsovy kanceláře a svůj oblek z dob Warblers. Amber Riley si vzala tenisky, které na sobě měla v první epizodě, mezi suvenýry Chorda Overstreeta patří trofeje, fotky a oblečení, Dot-Marie Jones si nechala prsten z fotbalového šampionátu a Mark Salling si odnesl plaketu s fotkou Coryho Monteitha.